# Чемпіонат Київської області з футболу
Чемпіонат Київської області з футболу — обласні футбольні змагання серед аматорських команд. Проводяться під егідою Федерації футболу Київської області.

## Усі переможці
| Сезон        | Чемпіон                        | 2 місце                      | 3 місце                             |
| 1946         | Команда м. Васильків           |                              |                                     |
| 1947         |                                |                              |                                     |
| 1948         |                                |                              |                                     |
| 1949         | БО (Черкаси)                   |                              |                                     |
| 1950         | «Харчовик» (Сміла)             |                              |                                     |
| 1951         | «Харчовик» (Сміла)             |                              |                                     |
| 1952         | «Харчовик» (Сміла)             |                              |                                     |
| 1953         | «Торпедо» (Фастів)             | «Спартак» (Біла Церква)      | «Торпедо» (Черкаси)                 |
| 1954         | Команда Бориспільського району |                              |                                     |
| 1955         | «Торпедо» (Фастів)             |                              |                                     |
| 1956         | «Спартак» (Кагановичі Перші)   |                              |                                     |
| 1957         | «Авангард» (Фастів)            |                              |                                     |
| 1958         | «Урожай» (Бориспіль)           |                              |                                     |
| 1959         | «Авангард» (Фастів)            |                              |                                     |
| 1960         | «Спартак» (Біла Церква)        |                              |                                     |
| 1961         | «Спартак» (Біла Церква)        |                              |                                     |
| 1962         | «Спартак» (Біла Церква)        |                              |                                     |
| 1963         | «Темп» (Біла Церква)           |                              |                                     |
| 1964         | «Спартак» (Біла Церква)        |                              |                                     |
| 1965         | «Зоря» (Васильків)             |                              |                                     |
| 1966         | «Спартак» (Біла Церква)        |                              |                                     |
| 1967         | «Сільмаш» (Біла Церква)        |                              |                                     |
| 1968         | «Автомобіліст» (Біла Церква)   |                              |                                     |
| 1969         | «Холодильник» (Васильків)      |                              |                                     |
| 1970         | «Холодильник» (Васильків)      |                              |                                     |
| 1971         | «Ірпінь» (Ірпінь)              |                              |                                     |
| 1972         | «Будівельник» (Бровари)        |                              |                                     |
| 1973         | «Будівельник» (Бровари)        |                              | «Рефрижератор» (Фастів)             |
| 1974         | «Спартак» (Біла Церква)        |                              |                                     |
| 1975         | «Рефрижератор» (Фастів)        |                              |                                     |
| 1976         | «Рефрижератор» (Фастів)        |                              | «Рубін» (Пісківка)                  |
| 1977         | «Рефрижератор» (Фастів)        | «Рубін» (Пісківка)           |                                     |
| 1978         | «Рефрижератор» (Фастів)        |                              | «Рубін» (Пісківка)                  |
| 1979         | «Рубін» (Пісківка)             | «Кристал» (Яготин)           | «Рефрижератор» (Фастів)             |
| 1980         | «Машинобудівник» (Бородянка)   | «Рефрижератор» (Фастів)      | «Мотор» (Фастів)                    |
| 1981         | «Будівельник» (Прип'ять)       | «Рефрижератор» (Фастів)      | «Машинобудівник» (Бородянка)        |
| 1982         | «Будівельник» (Прип'ять)       | «Машинобудівник» (Бородянка) | «Чайка» (Вишгород)                  |
| 1983         | «Будівельник» (Прип'ять)       | «Машинобудівник» (Бородянка) | «Рефрижератор» (Фастів)             |
| 1984         | «Сільмаш» (Біла Церква)        | «Рефрижератор» (Фастів)      | «Колос» (Яготин)                    |
| 1985         | «Машинобудівник» (Бородянка)   | «Рефрижератор» (Фастів)      | «Колос Києво-Святошино» (Новосілки) |
| 1986         | «Рефрижератор» (Фастів)        | «Зоря» (Обухів)              | ДППЗ «Кучаківський» (Кірове)        |
| 1987         | «Машинобудівник» (Бородянка)   | «Садівник» (Новосілки)       | «Колос» (Переяслав-Хмельницький)    |
| 1988         | «Нива» (Миронівка)             | «Промінь» (Біла Церква)      | «Рефрижератор» (Фастів)             |
| 1989         | «Блискавка» (Баришівка)        | «Промінь» (Біла Церква)      | «Факел» (Фастів)                    |
| 1990         | «Рефрижератор» (Фастів)        | «Промінь» (Біла Церква)      | «Колос» (Бориспіль)                 |
| 1991         | «Прометей» (Боярка)            | «Дружба» (Березань)          | «Колос» (Карапиші)                  |
| 1992         | «Нива» (Миронівка)             | «Будівельник» (Іванків)      | «Рефрижератор» (Фастів)             |
| 1993 (весна) | «Олімп-Рефрижератор» (Фастів)  | «Арго-Блискавка» (Баришівка) | «Гарт» (Бородянка)                  |
| 1993/94      | «Сатурн» (Ірпінь)              | «Схід» (Яготин)              | «Рось» (Богуслав)                   |
| 1994/95      | «Колос» (Карапиші)             | «Сокіл» (Морозівка)          | «Чайка» (Вишгород)                  |
| 1995/96      | «Рефрижератор» (Фастів)        | «Будівельник» (Бровари)      | «Сімекс» (Переяслав-Хмельницький)   |
| 1996/97      | «Рефрижератор» (Фастів)        | «Будівельник» (Бровари)      | «Нива» (Обухів)                     |
| 1997/98      | «УФЕІ» (Ірпінь)                | «Рефрижератор» (Фастів)      | «Чайка» (Вишгород)                  |
| 1998/99      | «Рефрижератор» (Фастів)        | «Прапор» (Яготин)            | «УФЕІ» (Ірпінь)                     |
| 1999 (осінь) | «Сокіл» (Велика Димерка)       | «Рефрижератор» (Фастів)      | «Картонник» (Обухів)                |
| 2000         | «Картонник» (Обухів)           | «Білгород» (Білогородка)     | «Податкова академія» (Ірпінь)       |
| 2001         | «Податкова академія» (Ірпінь)  | «Динамо» (Чапаєвка)          | «Аякс» (Ксаверівка)                 |
| 2002         | «Буча-КЛО» (Буча)              | «Зірка» (Журавлиха)          | «Податкова академія» (Ірпінь)       |
| 2003         | «Дніпро» (Обухів)              | «Грань» (Бузова)             | «Ергопак-Еліт» (Боярка)             |
| 2004         | «Дніпро» (Обухів)              | «Грань» (Бузова)             | «Агроспілка» Гребінки)              |
| 2005         | «Грань» (Бузова)               | «Максима» (Українка)         | «Діназ» (Вишгород)                  |
| 2006         | «Арсенал» (Біла Церква)        | ФК «Путрівка» (Путрівка)     | «Антарес» (Обухів)                  |
| 2007         | ФК «Путрівка» (Путрівка)       | «Антарес» (Обухів)           | «Діназ» (Вишгород)                  |
| 2008         | ФК «Путрівка» (Путрівка)       | «Нива» (Бузова)              | «Хілд-Любомир» (Ставище)            |
| 2009         | «Інтер» (Фурси)                | ФК «Макарів» (Макарів)       | ФК «Вишневе» (Вишневе)              |
| 2010         | ФК «Путрівка» (Путрівка)       | «Хілд-Любомир» (Ставище)     | «Діназ» (Вишгород)                  |
| 2011         | «Діназ» (Вишгород)             | «Чайка» (П. Борщагівка)      | «Інтеграл» (Синява)                 |
| 2012         | «Колос» (Ковалівка)            | «Чайка» (П. Борщагівка)      | ФК «Буча» (Буча)                    |
| 2013         | «Колос» (Ковалівка)            | «Чайка» (П. Борщагівка)      | ФК «Путрівка» (Путрівка)            |
| 2014         | «Колос» (Ковалівка)            | «Чайка» (П. Борщагівка)      | ФК «Буча» (Буча)                    |
| 2015         | «Чайка» (П. Борщагівка)        | «Діназ» (Вишгород)           | «Рубін» (Пісківка)                  |
| 2016         | «Джуніорс» (Шпитьки)           | «Десна» (Погреби)            | «Патріот» (Баришівка)               |
| 2017         | «Авангард» (Бзів)              | «Джуніорс» (Шпитьки)         | «Десна» (Погреби)                   |
| 2018         | «Авангард» (Бзів)              | «Діназ» (Вишгород)           | «Патріот» (Баришівка)               |
| 2019         | «Авангард» (Бзів)              | «Джуніорс» (Шпитьки)         | «Кудрівка» (Ірпінь)                 |
| 2020         | «Кудрівка» (Ірпінь)            | «Джуніорс» (Шпитьки)         | СК «Денгофф» (Денихівка)            |
| 2021         | «Нива» (Бузова)                | СК «Денгофф» (Денихівка)     | «Дружба» (Мирівка)                  |
| 2022         |                                |                              |                                     |
| 2022/23      | «Дружба» (Мирівка)             | «Штурм» (Іванків)            | «Полісся» (Ставки)                  |
| 2023/24      | «Штурм» (Іванків)              | «Полісся» (Ставки)           | СК «Денгофф» (Денихівка)            |
| 2024/25      |                                |                              |                                     |